# Proceratophrys mantiqueira
Proceratophrys mantiqueira é uma espécie de anfíbio da família Odontophrynidae. Endêmica do Brasil, pode ser encontrada na Serra da Mantiqueira nos estados de Minas Gerais e Rio de Janeiro.